# Акелла
«Акелла» (англ. Akella) — російська компанія заснована у 1993 році, яка займається розробкою комп'ютерних ігор та продуктів мультимедіа. Назва компанії «Акелла» від злегка зміненого в написанні імені персонажа збірки оповідань Редьярда Кіплінга «Книга джунглів» — вожака зграї вовків Акели. Штат компанії «Акелла» в найкращі роки включав понад 250 співробітників. До складу «Акелли» колись входило п'ять студій розробки, видавничий відділ, відділ дистрибуції, студії локалізації та контролю якості.

## Історія
За свою історію компанія зробила кілька найважливіших для російського ігрового ринку кроків:
- 1997 рік «Акелла» першою випустила офіційно локалізовані гру (Planet of Death) в Росії.

- 2000 рік компанія закінчила створення гри «Корсари». Слідом за цим у 2002 році видає перший російський продукт за ліцензії на голлівудський бестселер «Пірати Карибського моря» для платформ ПК і Xbox.

- 2005-2006 роки в Росії були запущені сервери з повністю переведена на російську мову версією MMORPG-гри EverQuest II (Sony Online Entertainment). Онлайн-гра світового масштабу стала доступна російською мовою, на окремих серверах, з підтримкою російської. Наприклад — Knights of the Temple 2.

- 2007 рік «Акелла» випустила близько 600 найменувань ігор, а також освітніх та розвиваючих програм. Акелла одна з найбільших у Росії студій локалізації, що дозволяє компанії перекладати різні ігрові бестселери: Prince of Persia, Neverwinter Nights 2: Storm of Zehir, EverQuest 2, Sacred, Fahrenheit, Test Drive Unlimited, Armed Assault, Darkness Within та ін.

- До 2009 року в активі компанії знаходилося близько 1000 ігор і мультимедійних програм. Компанія вела розробку ряду найбільш очікуваних проектів, серед яких Postal III. Також значно розширився список локалізованих компанією ігор — Left 4 Dead, Blazing Angels, Galactic Command,Sacred 2, Assassin's Creed.

- У середині 2012 року компанія виявилася під загрозою банкрутства, зіткнувшись зі зміненою структурою ринку і судовими позовами кредиторів. Було пред'явлені судові позови про виплату близько 200 млн. рублів заборгованості. Найбільший позов з вимогою оплати боргу в 151,7 млн рублів подав «Суднобудівний банк».
- 25 жовтня 2012 р. компанія знайшла спосіб розплатитися: https://web.archive.org/web/20130917224622/http://www.sbank.ru/ СБ-банк отримав від «Акелли» ряд профільних активів, у тому числі диски з комп'ютерними іграми. Судовий позов було відкликано.